# Ren Hui
Ren Hui (n. 11 august 1983, Yichun⁠(d), Republica Populară Chineză) este o sportivă ce a reprezentat Republica Populară Chineză, medaliată olimpică. A participat la 2 ediții ale Jocurilor Olimpice (2006, 2010) în care a câștigat o medalie de bronz.